# گیجوکسان (داژئون)
گیجوکسان (به لاتین: Gyejoksan) یک کوه در کره جنوبی است که در کره جنوبی واقع شده‌است. گیجوکسان ۴۲۹ متر بالاتر از سطح دریا واقع شده‌است.